# BOSUER

## Bosuer
Zhejiang Bosuer Motion Apparatus Co., Ltd. - китайская компания, основанная в 2002 году инженером-изобретателем и предпринимателем Моджо Цянем, производитель мототехники. Таким образом, это одна из первых компаний, занимающихся проектированием и разработкой внедорожных мотоциклов среди китайских предприятий. Ассортимент охватывает внедорожные мотоциклы и квадроциклы с двигателями от 50 см3 до 450 см3. Bosuer экспортирует свою продукцию под брендом BSE в более чем в 30 стран мира.
Компания имеет лицензию производителя транспортных средств с международным идентификационным кодом изготовителя, экспортную лицензию КНР, а также сертификат ISO 9001. Завод Bosuer расположен на площади 20000 м2. Общая площадь производственных помещений - 45000 м2, на которых трудятся 300 сотрудников. 

## История
Основатель Bosuer Моджо Цян на протяжении всей своей жизни интересовался мото- и велотехникой. Собирал их в своем гараже, упражнялся с корректировкой технических характеристик и совмещением комплектующих в попытке получить новый продукт. В конечном итоге в 2002 году в городе Юнкан это вылилось в создание производственной линии по сборке электровелосипедов и комплектующим к ним.
В 2005 году была создана компания Wuyi BOSUER, специализирующаяся на внедорожной технике.
2007 год - компанией получена экспортная лицензия, а также правительственный грант на $10 млн.
В 2015 году запущена линейка электротранспорта и комплектующих для него: электрические балансиры, электрические скутеры, электрические внедорожные велосипеды, электромотоциклы.

## BSE в мире
Продукция BOSUER экспортируется в более, чем 30 стран мира. Основные направления: Российская Федерация, Европейский союз, Соединенные Штаты Америки, страны Латинской и Южной Америки, Юго-Восточная Азия. Эксклюзивный импортер продукции BOSUER в странах ЕАЭС - Velocity group. 

## BOSUER racing
У компании есть собственная кроссовая гоночная команда. Райдеры BOSUER racing участвуют в чемпионате Китая по мотокроссу, а также в европейских ралли-рейдах.
В 2019 и 2020 годах команда во главе с менеджером и пилотом Вилли Джобардом участвовала в легендарном многодневном ралли «Дакар».

## BSE racing team
Проект BSE Racing Team был запущен в 2021 году. Перед BSE Russia стояла задача по популяризации мотоспорта в России и поддержки спортсменов. Были отобраны 10 перспективных райдеров из разных городов России, успешно выступающих в мотокроссе и эндуро. Контракты включали новые мотоциклы BSE 250сс-450сс, запчасти, экипировку, финансовую поддержку. Мы сделали их мечты реальностью и дали возможность профессионально расти и развиваться. 
За три года проект набрал огромную популярность и вырос во что-то больше, чем просто команда. Каждый год команда BSE Racing Team участвует в почти 100 гонках во всех регионах России и занимает огромное количество призовых мест.
На данном этапе команда в состав команды входят как непрофессиональные спортсмены с большим потенциалом, так и именитые топовые райдеры, известные не только в России. Каждый день мы с ребятами вместе работаем над улучшением техники, обмениваемся опытом и выстраиваем новые планы, анализируем прошедшие гонки и готовимся к новым.

Вместе с командой BSE Racing team мы делаем важное и нужное дело — популяризируем спорт в России и делаем его доступным.